# Cesena Football Club 2024-2025
Questa voce raccoglie le informazioni riguardanti il Cesena Football Club nelle competizioni ufficiali della stagione 2024-2025.

## Stagione
La stagione 2024-2025 sarà per il Cesena la 33ª partecipazione nella seconda serie del Campionato italiano di calcio.
Dopo il campionato e la supercoppa entrambi vinti nella precedente annata, il Cavalluccio sceglie di interrompere il rapporto con l'allenatore Domenico Toscano, nonostante un altro anno di contratto, che saluta dunque dopo due stagioni in sella ai bianconeri.
Per la sostituzione del tecnico calabrese, il candidato principale era Roberto D'Aversa, con il quale però non essendo mai arrivato un accordo definitivo, ha deciso di accettare la proposta dell'Empoli. A quel punto il direttore sportivo Fabio Artico sceglie l'ex allenatore di Bari e Palermo Michele Mignani, il quale sottoscrive un contratto biennale fino al 30 giugno 2026.

## Divise e sponsor
Per questa stagione lo sponsor tecnico è affidato all'azienda italiana Erreà, mentre i main sponsor sulla maglia sono E.CO Energia Corrente, front e back jersey sponsor, e 1 Attimo in Forma, sleeve jersey sponsor. Una novità riguarda per la prima volta, la presenza di uno sponsor sui pantaloncini da gara, infatti lo shorts sponsor è FS Costruzioni.
La prima maglia è una celebrazione del bianco, colore storico e simbolo di continuità per il club. Questo modello classico è arricchito da una striscia verticale centrale con effetto pixelato, che aggiunge un tocco di modernità alla sobria eleganza della maglia.
La seconda maglia, elegante nel suo colore nero, alterna i colori rispetto alla casalinga. Il design mantiene solo la striscia verticale centrale con sfumature pixelate.
Entrambe le maglie vantano maniche raglan e bordi in contrasto, completati da un elegante colletto sottile, e dall’hashtag ufficiale del Club, #DAIBURDEL, ricamato nella parte posteriore del collo, tipico tratto distintivo del popolo romagnolo.
Per quanto riguarda gli altri sponsor pubblicitari, essi sono rimasti invariati rispetto alla stagione precedente. Tra i più noti, Orogel, Amadori e Technogym, oltre ovviamente a Pubblisole.

## Organigramma societario
Aggiornato al 1º luglio 2024.
Area direttiva
- Presidente: John Aiello
- CEO: Anthony Scotto
- Consiglieri: Massimo Agostini, Anthony Scotto, e John Aiello
- Segretario Generale: Marco Valentini
- Responsabile della sicurezza: Gianluca Campana
- Dipartimento SLO: Roberto Checchia

Area comunicazione e marketing
- Addetto Stampa: Luca Polidori
- Responsabile Marketing: Claudia Gatti

Area sportiva
- Direttore Sportivo: Fabio Artico
- Direttore Generale: Corrado Di Taranto
- Responsabile area tecnica: Massimo Agostini
- Team Manager: Matteo Visani

Area tecnica
- Allenatore: Michele Mignani
- Allenatore in seconda: Simone Vergassola
- Preparatore dei Portieri: Antonello Degiorgi
- Collaboratore tecnico: Davide Campofranco
- Preparatore atletico: Giorgio D'Urbano
- Magazzinieri: Matteo Fantozzi, Nicolino Petrosino

Area sanitaria
- Responsabile Sanitario: Dott. Vittorio Gemellaro
- Medico Sociale: Dott. Jacopo Gamberini
- Massaggiatori: Francesco Canali, Costantino Cucciniello e Stefano Valentini

## Rosa
Aggiornata al 16 agosto 2024.
| N. |                                 | Ruolo | Calciatore                   |
| -- | ------------------------------- | ----- | ---------------------------- |
| 1  | Italia (bandiera)               | P     | Matteo Pisseri               |
| 3  | Italia (bandiera)               | D     | Marco Curto                  |
| 4  | Italia (bandiera)               | C     | Riccardo Chiarello           |
| 5  | Italia (bandiera)               | C     | Leonardo Mendicino           |
| 7  | Italia (bandiera)               | D     | Daniele Donnarumma           |
| 8  | Italia (bandiera)               | C     | Saber Hraiech                |
| 8  | Bosnia ed Erzegovina (bandiera) | C     | Dario Šarić                  |
| 9  | Albania (bandiera)              | A     | Cristian Shpendi             |
| 10 | Sierra Leone (bandiera)         | A     | Augustus Kargbo              |
| 11 | Gambia (bandiera)               | C     | Joseph Ceesay                |
| 13 | Italia (bandiera)               | D     | Raffaele Celia               |
| 14 | Italia (bandiera)               | C     | Tommaso Berti                |
| 15 | Italia (bandiera)               | D     | Andrea Ciofi (vice capitano) |
| 17 | Italia (bandiera)               | C     | Emanuele Adamo               |
| 18 | Paesi Bassi (bandiera)          | A     | Sydney van Hooijdonk         |
| 18 | Italia (bandiera)               | A     | Alessandro Giovannini        |
| 19 | Italia (bandiera)               | D     | Giuseppe Prestia (capitano)  |

| N. |                        | Ruolo | Calciatore              |
| -- | ---------------------- | ----- | ----------------------- |
| 20 | Paesi Bassi (bandiera) | A     | Elayis Tavşan           |
| 22 | Albania (bandiera)     | P     | Giulio Veliaj           |
| 23 | Italia (bandiera)      | A     | Mirko Antonucci         |
| 24 | Italia (bandiera)      | D     | Massimiliano Mangraviti |
| 26 | Italia (bandiera)      | D     | Matteo Piacentini       |
| 27 | Italia (bandiera)      | A     | Antonino La Gumina      |
| 30 | Italia (bandiera)      | C     | Simone Bastoni          |
| 33 | Stati Uniti (bandiera) | P     | Jonathan Klinsmann      |
| 35 | Italia (bandiera)      | C     | Giacomo Calò            |
| 44 | Italia (bandiera)      | D     | Federico Valentini      |
| 70 | Italia (bandiera)      | C     | Matteo Francesconi      |
| 71 | Italia (bandiera)      | D     | Giulio Manetti          |
| 73 | Italia (bandiera)      | D     | Simone Pieraccini       |
| 79 | Italia (bandiera)      | D     | Enea Pitti              |
| 91 | Italia (bandiera)      | A     | Flavio Russo            |
| 92 | Italia (bandiera)      | A     | Valentino Coveri        |
| 93 | Italia (bandiera)      | P     | Alessandro Siano        |

## Calciomercato

### Sessione estiva(dal 1/7 al 1/9)
| Acquisti         | Acquisti                | Acquisti  | Acquisti                         |
| R.               | Nome                    | da        | Modalità                         |
| ---------------- | ----------------------- | --------- | -------------------------------- |
| D                | Massimiliano Mangraviti | Brescia   | definitivo (300 mila €)          |
| D                | Marco Curto             | Como      | prestito con diritto di riscatto |
| D                | Raffaele Celia          | Ascoli    | definitivo                       |
| C                | Giacomo Calò            | Cosenza   | definitivo (250 mila €)          |
| C                | Joseph Ceesay           | Malmö FF  | prestito con diritto di riscatto |
| C                | Simone Bastoni          | Spezia    | definitivo (100 mila €)          |
| C                | Leonardo Mendicino      | Atalanta  | prestito                         |
| A                | Mirko Antonucci         | Spezia    | prestito con diritto di riscatto |
| A                | Sydney van Hooijdonk    | Bologna   | definitivo                       |
| A                | Elayis Tavşan           | Verona    | prestito                         |
| Altre operazioni |                         |           |                                  |
| R.               | Nome                    | da        | Modalità                         |
| P                | Luca Lewis              | Pontedera | fine prestito                    |
| P                | Lorenzo Pollini         | Trestina  | fine prestito                    |
| A                | King Udoh               | Gubbio    | fine prestito                    |

| Cessioni         | Cessioni              | Cessioni             | Cessioni                         |
| R.               | Nome                  | a                    | Modalità                         |
| ---------------- | --------------------- | -------------------- | -------------------------------- |
| D                | Edoardo Pierozzi      | Fiorentina           | fine prestito                    |
| D                | Luca Coccolo          |                      | svincolato                       |
| D                | Antonio David         | Gubbio               | prestito                         |
| D                | Luigi Silvestri       | Trapani              | prestito                         |
| C                | Ivan Varone           | Ascoli               | definitivo                       |
| C                | Francesco De Rose     | Catania              | definitivo                       |
| A                | Alessandro Giovannini | Pineto               | prestito                         |
| A                | Simone Corazza        | Ascoli               | definitivo (200 mila €)          |
| A                | Roberto Ogunseye      | Arezzo               | prestito con diritto di riscatto |
| Altre operazioni |                       |                      |                                  |
| R.               | Nome                  | a                    | Modalità                         |
| P                | Luca Lewis            |                      | risoluzione consensuale          |
| P                | Lorenzo Pollini       |                      | svincolato                       |
| D                | Diego Rossi           | Arzignano Valchiampo | prestito                         |
| C                | Fabrizio Lilli        | Forlì                | definitivo                       |
| A                | Giovanni Nannelli     |                      | risoluzione consensuale          |
| A                | King Udoh             | Trapani              | definitivo                       |

### Sessione invernale(dal 2/1 al 3/2)
| Acquisti         | Acquisti              | Acquisti             | Acquisti                         |
| R.               | Nome                  | da                   | Modalità                         |
| ---------------- | --------------------- | -------------------- | -------------------------------- |
| C                | Dario Šarić           | Palermo              | prestito con diritto di riscatto |
| A                | Antonino La Gumina    | Sampdoria            | prestito con diritto di riscatto |
| A                | Flavio Russo          | Sassuolo             | prestito                         |
| Altre operazioni |                       |                      |                                  |
| R.               | Nome                  | da                   | Modalità                         |
| D                | Diego Rossi           | Arzignano Valchiampo | fine prestito                    |
| A                | Alessandro Giovannini | Pineto               | fine prestito                    |

| Cessioni         | Cessioni             | Cessioni         | Cessioni                   |
| R.               | Nome                 | a                | Modalità                   |
| ---------------- | -------------------- | ---------------- | -------------------------- |
| D                | Marco Curto          | Como             | fine prestito              |
| C                | Saber Hraiech        | Trapani          | definitivo                 |
| A                | Sydney van Hooijdonk | NAC Breda        | definitivo                 |
| A                | Augustus Kargbo      | Blackburn Rovers | definitivo (1,2 milioni €) |
| Altre operazioni |                      |                  |                            |
| R.               | Nome                 | a                | Modalità                   |
| D                | Diego Rossi          | Cavese           | prestito                   |
| C                | Riccardo Chiarello   |                  | risoluzione consensuale    |

## Risultati

### Serie B

#### Girone di andata
| Arbitro: | Prontera (Bologna) |

|                           |           |             |
| C. Shpendi 8’, 23’ (rig.) | Marcatori | 55’ Schiavi |

| Arbitro: | Massimi (Termoli) |

|                          |           |           |
| Antiste 34’ F. Russo 65’ | Marcatori | 53’ Curto |

| Arbitro: | Collu (Cagliari) |

|                      |           |  |
| Kargbo 18’ Adamo 47’ | Marcatori |  |

| Arbitro: | Aureliano (Bologna) |

|                           |           |          |
| Soleri 84’ Bertola 90+11’ | Marcatori | 5’ Berti |

| Arbitro: | Monaldi (Macerata) |

|                                        |           |                     |
| S. Bastoni 39’ C. Shpendi 45+1’ (rig.) | Marcatori | 28’ Mendes 55’ Zaro |

| Palermo 21 settembre 2024, ore 15:00 CEST 6ª giornata | Palermo                | 0 – 0 referto | Cesena | Stadio Renzo Barbera (25 000 spett.)\| Arbitro: \| Manganiello (Pinerolo) \| |
| Arbitro:                                              | Manganiello (Pinerolo) |               |        |                                                                              |

| Arbitro: | Chiffi (Padova) |

|                                                 |           |                        |
| C. Shpendi 5’ Kargbo 21’ Prestia 43’ Tavşan 70’ | Marcatori | 58’ Redolfi 84’ Ruocco |

| Arbitro: | Tremolada (Monza) |

|                                                   |           |             |
| Lind 23’ Canestrelli 38’ D. Donnarumma 55’ (aut.) | Marcatori | 76’ Prestia |

| Arbitro: | Piccinini (Forlì) |

|                                  |           |                                                                    |
| Prestia 13’ Adamo 27’ Kargbo 64’ | Marcatori | 14’ (aut.) Prestia 22’, 55’ Meulensteen 61’ Tutino 88’ Akinsanmiro |

| Arbitro: | Bonacina (Bergamo) |

|                                   |           |  |
| C. Shpendi 15’ (rig.), 53’ (rig.) | Marcatori |  |

| Arbitro: | Scatena (Avezzano) |

|           |           |              |
| Verde 20’ | Marcatori | 45+3’ Tavşan |

| Arbitro: | Massimi (Termoli) |

|                |           |  |
| C. Shpendi 52’ | Marcatori |  |

| Arbitro: | Dionisi (L'Aquila) |

|  |           |                                      |
|  | Marcatori | 60’ S. Bastoni 67’ (rig.) C. Shpendi |

| Arbitro: | Ghersini (Genova) |

|                |           |               |
| C. Shpendi 65’ | Marcatori | 56’ Pettinari |

| Arbitro: | Pezzuto (Lecce) |

|                                                |           |                          |
| Ambrosino 30’ Canotto 45’ Marchizza 61’ (rig.) | Marcatori | 38’ C. Shpendi 80’ Curto |

| Arbitro: | Santoro (Messina) |

|            |           |  |
| Dorval 33’ | Marcatori |  |

| Arbitro: | Galipò (Firenze) |

|                        |           |               |
| Tavşan 45+1’ Berti 57’ | Marcatori | 70’ Ricciardi |

| Arbitro: | Dionisi (L'Aquila) |

|                        |           |  |
| Floriani Mussolini 21’ | Marcatori |  |

| Arbitro: | Ghersini (Genova) |

|  |           |                |
|  | Marcatori | 60’ Vandeputte |

#### Girone di ritorno
| Arbitro: | Perri (Roma 1) |

|                          |           |  |
| Bouah 46’ S. Shpendi 77’ | Marcatori |  |

| Cesena 12 gennaio 2025, ore 17:15 CEST 21ª giornata | Cesena               | 0 – 0 referto | Cittadella | Orogel Stadium-Dino Manuzzi (10 235 spett.)\| Arbitro: \| Perenzoni (Rovereto) \| |
| Arbitro:                                            | Perenzoni (Rovereto) |               |            |                                                                                   |

| Arbitro: | Collu (Cagliari) |

|           |           |                              |
| Riccio 8’ | Marcatori | 31’ Antonucci 62’ Donnarumma |

| Arbitro: | Giua (Olbia) |

|                      |           |             |
| La Gumina 83’ (rig.) | Marcatori | 23’ Favilli |

| Arbitro: | Galipò (Firenze) |

|                                                            |           |                                      |
| Bonini 3’ Pieraccini 10’ (aut.) Iemmello 38’ Cassandro 66’ | Marcatori | 30’ (aut.) Scognamillo 70’ Antonucci |

| Arbitro: | Arena (Torre del Greco) |

|  |           |           |
|  | Marcatori | 57’ Šarić |

| Arbitro: | Maresca (Napoli) |

|               |           |           |
| La Gumina 79’ | Marcatori | 33’ Touré |

| Arbitro: | Santoro (Messina) |

|          |           |                           |
| Azzi 40’ | Marcatori | 14’ Calò 90+4’ S. Bastoni |

| Arbitro: | Cosso (Reggio Calabria) |

|                             |           |  |
| Prestia 84’ Antonucci 90+5’ | Marcatori |  |

| Arbitro: | Galipò (Firenze) |

|            |           |                    |
| Adorni 45’ | Marcatori | 50’ (aut.) Calvani |

| Cesena 15 marzo 2025, ore 15:00 CET 30ª giornata | Cesena             | 0 – 0 referto | Spezia | Orogel Stadium-Dino Manuzzi (11 927 spett.)\| Arbitro: \| Prontera (Bologna) \| |
| Arbitro:                                         | Prontera (Bologna) |               |        |                                                                                 |

| Arbitro: | Marcenaro (Genova) |

|                |           |                                    |
| C. Shpendi 57’ | Marcatori | 21’ (aut.) Mangraviti 53’ Adorante |

| Arbitro: | Pezzuto (Lecce) |

|             |           |            |
| Pyyhtiä 27’ | Marcatori | 59’ Tavşan |

| Arbitro: | Galipò (Firenze) |

|             |           |               |
| Šarić 45+3’ | Marcatori | 71’ Ambrosino |

| Arbitro: | Marinelli (Tivoli) |

|  |           |               |
|  | Marcatori | 89’ Antonucci |

| Arbitro: | Tremolada (Monza) |

|  |           |                    |
|  | Marcatori | 24’, 57’ Laurienté |

| Arbitro: | Di Marco (Ciampino) |

|                                            |           |  |
| Fiori 19’ Bragantini 80’ Debenedetti 90+5’ | Marcatori |  |

| Arbitro: | Aureliano (Bologna) |

|                    |           |                |
| Calò 37’ Šarić 46’ | Marcatori | 45+6’ Pierozzi |

| Arbitro: | Prontera (Bologna) |

|  |           |                |
|  | Marcatori | 12’ S. Bastoni |

#### Play-off
| Arbitro: | Sacchi (Macerata) |

|              |           |  |
| Iemmello 54’ | Marcatori |  |

### Coppa Italia

#### Turni eliminatori
| Arbitro: | De Angeli (Milano) |

|                                          |           |                |
| Kargbo 9’ C. Shpendi 38’ Francesconi 86’ | Marcatori | 73’ Bortolussi |

| Arbitro: | Crezzini (Siena) |

|               |           |                           |
| Tengstedt 75’ | Marcatori | 44’ Kargbo 49’ C. Shpendi |

| Arbitro: | Rutella (Enna) |

|  |           |           |
|  | Marcatori | 54’ Celia |

#### Fase finale
| Arbitro: | Perenzoni (Rovereto) |

|                                                                       |           |            |
| Zappacosta 4’ De Ketelaere 8’, 35’ Samardžić 27’, 71’ Brescianini 54’ | Marcatori | 90’ Ceesay |

## Statistiche
Statistiche aggiornate al 13 maggio 2025.
| Competizione | Punti | In casa | In casa | In casa | In casa | In casa | In casa | In trasferta | In trasferta | In trasferta | In trasferta | In trasferta | In trasferta | Totale | Totale | Totale | Totale | Totale | Totale | DR |
| Competizione | Punti | G       | V       | N       | P       | Gf      | Gs      | G            | V            | N            | P            | Gf           | Gs           | G      | V      | N      | P      | Gf     | Gs     | DR |
| ------------ | ----- | ------- | ------- | ------- | ------- | ------- | ------- | ------------ | ------------ | ------------ | ------------ | ------------ | ------------ | ------ | ------ | ------ | ------ | ------ | ------ | -- |
| Serie B      | 53    | 19      | 8       | 7       | 4       | 27      | 21      | 19           | 6            | 4            | 9            | 19           | 26           | 38     | 14     | 11     | 13     | 46     | 47     | -1 |
| Play-off     | -     | 0       | 0       | 0       | 0       | 0       | 0       | 1            | 0            | 0            | 1            | 0            | 1            | 1      | 0      | 0      | 1      | 0      | 1      | -1 |
| Coppa Italia | -     | 1       | 1       | 0       | 0       | 3       | 1       | 3            | 2            | 0            | 1            | 4            | 7            | 4      | 3      | 0      | 1      | 7      | 8      | -1 |
| Totale       | -     | 20      | 9       | 7       | 4       | 30      | 22      | 23           | 8            | 4            | 11           | 23           | 34           | 43     | 17     | 11     | 15     | 53     | 56     | -3 |

### Andamento in campionato
| Giornata  | 1 | 2 | 3 | 4 | 5 | 6 | 7 | 8 | 9  | 10 | 11 | 12 | 13 | 14 | 15 | 16 | 17 | 18 | 19 | 20 | 21 | 22 | 23 | 24 | 25 | 26 | 27 | 28 | 29 | 30 | 31 | 32 | 33 | 34 | 35 | 36 | 37 | 38 |
| --------- | - | - | - | - | - | - | - | - | -- | -- | -- | -- | -- | -- | -- | -- | -- | -- | -- | -- | -- | -- | -- | -- | -- | -- | -- | -- | -- | -- | -- | -- | -- | -- | -- | -- | -- | -- |
| Luogo     | C | T | C | T | C | T | C | T | C  | C  | T  | C  | T  | C  | T  | T  | C  | T  | C  | T  | C  | T  | C  | T  | T  | C  | T  | C  | T  | C  | C  | T  | C  | T  | C  | T  | C  | T  |
| Risultato | V | P | V | P | N | N | V | P | P  | V  | N  | V  | V  | N  | P  | P  | V  | P  | P  | P  | N  | V  | N  | P  | V  | N  | V  | V  | N  | N  | P  | N  | N  | V  | P  | P  | V  | V  |
| Posizione | 2 | 9 | 2 | 8 | 8 | 7 | 4 | 8 | 13 | 7  | 7  | 4  | 4  | 4  | 5  | 6  | 5  | 6  | 6  | 10 | 10 | 9  | 9  | 10 | 8  | 8  | 8  | 6  | 6  | 7  | 8  | 8  | 9  | 7  | 10 | 10 | 9  | 8  |

Legenda:

Luogo: C = Casa; T = Trasferta. Risultato: V = Vittoria; N = Pareggio; P = Sconfitta.

### Statistiche dei giocatori
Aggiornata al 13 maggio 2025.
Sono in corsivo i calciatori che hanno lasciato la società a stagione in corso.
| Giocatore        | Serie B  | Serie B | Serie B     | Serie B    | Coppa Italia | Coppa Italia | Coppa Italia | Coppa Italia | Totale   | Totale | Totale      | Totale     |
| Giocatore        | Presenze | Reti    | Ammonizioni | Espulsioni | Presenze     | Reti         | Ammonizioni  | Espulsioni   | Presenze | Reti   | Ammonizioni | Espulsioni |
| ---------------- | -------- | ------- | ----------- | ---------- | ------------ | ------------ | ------------ | ------------ | -------- | ------ | ----------- | ---------- |
| E. Adamo         | 33       | 2       | 11          | 0          | 4            | 0            | 1            | 0            | 37       | 2      | 12          | 0          |
| M. Antonucci     | 35       | 4       | 5           | 0          | 3            | 0            | 1            | 0            | 38       | 4      | 6           | 0          |
| S. Bastoni       | 36       | 4       | 6           | 0          | 3            | 0            | 1            | 0            | 39       | 4      | 7           | 0          |
| T. Berti         | 29       | 2       | 1           | 0          | 2            | 0            | 0            | 0            | 31       | 2      | 1           | 0          |
| G. Calò          | 34       | 2       | 9           | 1          | 1            | 0            | 0            | 0            | 35       | 2      | 9           | 1          |
| J. Ceesay        | 28       | 0       | 3           | 1          | 3            | 1            | 0            | 0            | 31       | 1      | 3           | 1          |
| R. Celia         | 27       | 0       | 4           | 0          | 3            | 1            | 0            | 0            | 30       | 1      | 4           | 0          |
| R. Chiarello     | 2        | 0       | 0           | 0          | 1            | 0            | 0            | 0            | 3        | 0      | 0           | 0          |
| A. Ciofi         | 33       | 0       | 8           | 0          | 3            | 0            | 1            | 0            | 36       | 0      | 9           | 0          |
| M. Curto         | 12       | 2       | 4           | 0          | 3            | 0            | 1            | 0            | 15       | 2      | 5           | 0          |
| D. Donnarumma    | 28       | 1       | 3           | 1          | 3            | 0            | 0            | 0            | 31       | 1      | 3           | 1          |
| M. Francesconi   | 29       | 0       | 7           | 1          | 4            | 1            | 1            | 0            | 33       | 1      | 8           | 1          |
| S. Hraiech       | 4        | 0       | 0           | 0          | 2            | 0            | 0            | 0            | 6        | 0      | 0           | 0          |
| A. Kargbo        | 18       | 3       | 5           | 0          | 3            | 2            | 0            | 0            | 21       | 5      | 5           | 0          |
| A. La Gumina     | 11       | 2       | 2           | 0          | 0            | 0            | 0            | 0            | 11       | 2      | 2           | 0          |
| J. Klinsmann     | 27       | -30     | 3           | 0          | 1            | -0           | 0            | 0            | 28       | -30    | 3           | 0          |
| M. Mangraviti    | 36       | 0       | 5           | 0          | 3            | 0            | 0            | 0            | 39       | 0      | 5           | 0          |
| L. Mendicino     | 17       | 0       | 4           | 0          | 2            | 0            | 1            | 0            | 19       | 0      | 5           | 0          |
| R. Ogunseye      | 0        | 0       | 0           | 0          | 1            | 0            | 0            | 0            | 1        | 0      | 0           | 0          |
| M. Piacentini    | 8        | 0       | 1           | 0          | 2            | 0            | 0            | 0            | 10       | 0      | 1           | 0          |
| S. Pieraccini    | 8        | 0       | 0           | 0          | 3            | 0            | 1            | 0            | 11       | 0      | 1           | 0          |
| M. Pisseri       | 11       | -17     | 3           | 0          | 3            | -8           | 0            | 0            | 14       | -25    | 3           | 0          |
| G. Prestia       | 35       | 4       | 3           | 0          | 3            | 0            | 0            | 0            | 38       | 4      | 3           | 0          |
| F. Russo         | 9        | 0       | 1           | 0          | 0            | 0            | 0            | 0            | 9        | 0      | 1           | 0          |
| D. Šarić         | 15       | 3       | 1           | 0          | 0            | 0            | 0            | 0            | 15       | 3      | 1           | 0          |
| C. Shpendi       | 34       | 11      | 3           | 0          | 3            | 2            | 0            | 0            | 37       | 13     | 3           | 0          |
| A. Siano         | 0        | 0       | 0           | 0          | 0            | 0            | 0            | 0            | 0        | 0      | 0           | 0          |
| E. Tavşan        | 28       | 4       | 3           | 0          | 2            | 0            | 0            | 0            | 30       | 4      | 3           | 0          |
| G. Veliaj        | 0        | 0       | 0           | 0          | 0            | 0            | 0            | 0            | 0        | 0      | 0           | 0          |
| S. van Hooijdonk | 13       | 0       | 2           | 0          | 2            | 0            | 0            | 0            | 15       | 0      | 2           | 0          |

## Giovanili

### Organigramma
Area direttiva
- Responsabile Settore Giovanile: Roberto Colacone
- Segretario Settore Giovanile: Filippo Biondi

Primavera
- Allenatore: Nicola Campedelli
- Vice allenatore: Nicola Capellini
- Collaboratore tecnico: Giuliano Morena
- Preparatore atletico: Antonio Fabbri
- Preparatore portieri: Andrea Spinelli

Under-18
- Allenatore: Christian Lantignotti
- Vice allenatore: Alessandro Teodorani
- Preparatore atletico: Alex Fattori
- Preparatore portieri: Emiliano Dei

Under-17
- Allenatore: Juri Tamburini
- Vice allenatore: Ronny Rossi
- Preparatore atletico: Daniele Vincenzi
- Preparatore portieri: Davide Galeazzi

Under-16
- Allenatore: Lorenzo Magi
- Vice allenatore: Alessandro Battelli
- Preparatore atletico: Alessandro Romagna
- Preparatore portieri: Alois Poggioli

Under-15
- Allenatore: Gianluca Zanetti
- Vice allenatore: Salvatore Mastronunzio
- Preparatore atletico: Domenico Petrocca
- Preparatore portieri: Alois Poggioli